# Liste des commanderies templières en Alsace
Pour les articles homonymes, voir Alsace (homonymie).
| Cette liste recense les commanderies et maisons ayant appartenu à l’ordre du Temple dans la région de l'Alsace. |

## Faits marquants et Histoire
Il s'agit de l'Alsace du Moyen Âge, plus particulièrement au XIIe siècle et XIIIe siècle. Avant l'extinction de la lignée des Hohenstaufen en 1268, on peut considérer qu'elle faisait partie du duché de Souabe, puis une partie passa aux mains du duché de Lorraine, le reste étant morcelé en diverses seigneuries. L'ensemble de la région n'était pas forcément sous contrôle du Saint-Empire romain germanique. Le peu de commanderies dont on retrouve la trace peut s'expliquer par l'instabilité politique de l'époque, la littérature sur ce sujet n'étant pas abondante. Certains lieux semblent n'avoir de templier que le nom, car on ne peut y rattacher aucune preuve historique (chartes, cartulaires, etc.). 
Les biens templiers en Alsace dépendaient du maître de la province d'Allemagne et il semblerait qu'ils avaient pour surnom dans la région les seigneurs rouges ou chevaliers rouges.

## Commanderies
: édifice classé au titre des monuments historiques.
| Commanderie  | Ville actuelle (à ou près de) | Observations | Protection |
| ------------ | ----------------------------- | ------------ | ---------- |
| Andlau       | Andlau                        | ,            | Inscrit    |
| Baumgarten   | Donnenheim                    | [ 2 ]        |            |
| Dorlisheim   | Dorlisheim                    | [ 2 ]        |            |
| Hermolsheim  | Mutzig                        | Maison       |            |
| Le Tempelhof | Bergheim                      | ,            |            |

| Localisation géographique (Liens vers les articles correspondants)                                                        |
| --- |
| \| Bade Wurtemberg Franche Comté Lorraine Rhénanie-Palatinat Suisse Andlau Baumgarten Dorlisheim Hermolsheim Tempelhof \| |
| Bade Wurtemberg Franche Comté Lorraine Rhénanie-Palatinat Suisse Andlau Baumgarten Dorlisheim Hermolsheim Tempelhof       |

## Autres lieux
Voici une énumération de lieux dont on a coutume de dire qu'ils auraient pu appartenir aux templiers mais pour lesquels il n'y a pas de preuves formelles:
- Bourgheim, anciennement Burgheim, où il y aurait eu une commanderie[6].
- Bouxwiller, au même titre que Bourgheim[7]
- La rue des templiers, commune d'Ottrott.
- Le château de Rosenbourg (disparu), commune de Westhoffen
- Le lieu-dit Der Temple, commune de Leimbach[2].
- L'église de Dangolsheim[2].
- L'herrenhofstadt, dans le hameau de Hohwarth, commune de Saint-Pierre-Bois[2],[8].
- Refuge fortifié de Dossenheim-sur-Zinsel[2].

Un ouvrage inachevé du bénédictin Philippe-André Grandidier sur les ordres militaires mentionne que les templiers possédaient des biens dans la ville de Strasbourg